# 阿刻戎堑沟群
阿刻戎堑沟群（Acheron Fossae）是一個位於火星迪阿克里亚区的堑沟群，中心座標37.67°N，135.87°W。該堑沟群長度718公里，以位於35°N，140°W 的古典反照率特徵命名。

## 圖集

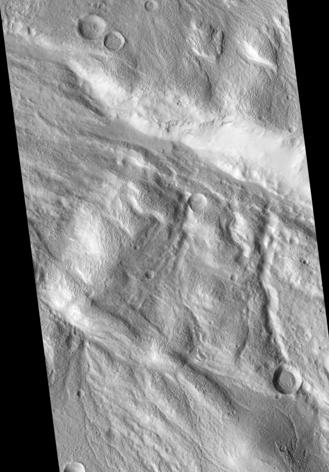
火星偵察軌道器的 HiRISE 拍攝阿刻戎堑沟群切穿撞擊坑。影像中可見撞擊坑受到侵蝕的底部部分區域。
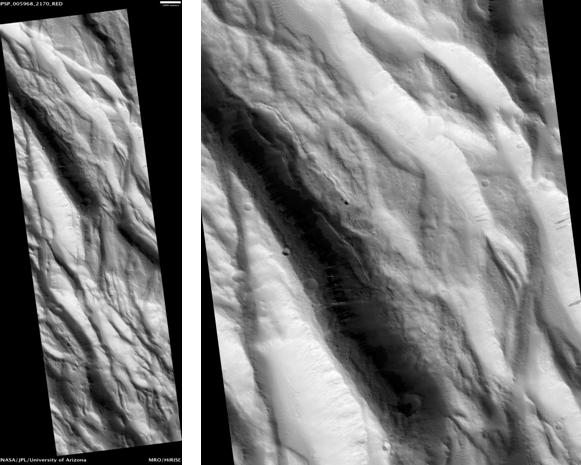
HiRISE 拍攝阿刻戎堑沟群，影像比例尺1000公尺。點選影像可見到陡坡上的暗條紋。
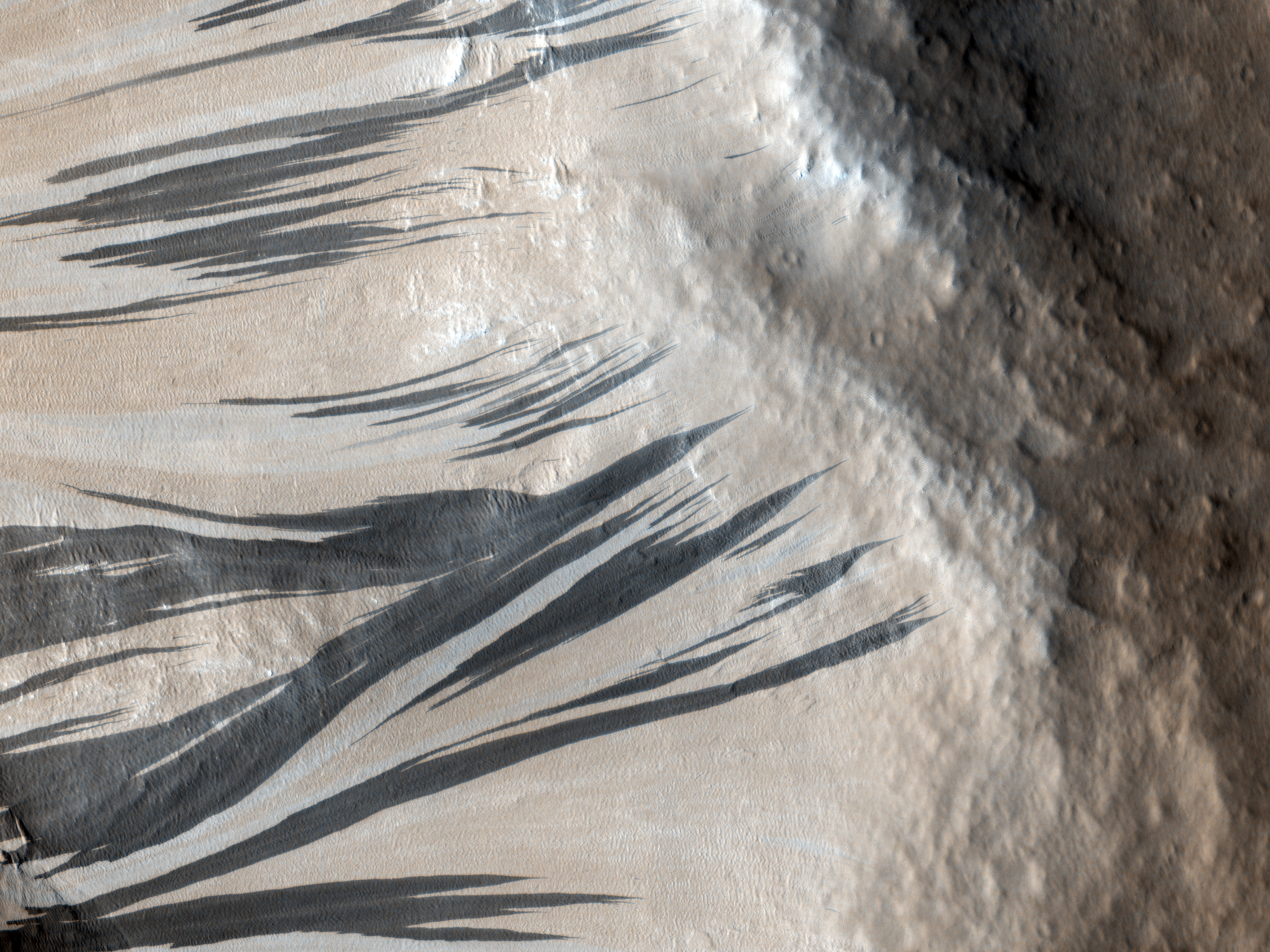
暗色砂在阿刻戎堑沟群的坡上向下滑落數百公尺。